# Draconarius simplicidens
Draconarius simplicidens är en spindelart som beskrevs av Wang 2003. Draconarius simplicidens ingår i släktet Draconarius och familjen mörkerspindlar. Inga underarter finns listade i Catalogue of Life.